# Potamolithus
Potamolithus is een geslacht van weekdieren uit de klasse van de Gastropoda (slakken).

## Soorten
- Potamolithus karsticus Simone & Moracchioli, 1994
- Potamolithus lapidum (d'Orbigny, 1835)
- Potamolithus ribeirensis Pilsbry, 1911
- Potamolithus troglobius Simone & Moracchioli, 1994